# Planeta Małp (film 2001)
Planeta Małp (ang. Planet of the Apes) – amerykański film science fiction z 2001 roku w reżyserii Tima Burtona, zrealizowany na podstawie powieści Pierre'a Boulle'a pod tym samym tytułem.

## Fabuła
W 2029 roku na stacji kosmicznej Oberon przeprowadzane są eksperymenty genetyczne na małpach, a potem uczy się je np. sterować pojazdami kosmicznymi. Pewnego dnia burza energetyczna zbliża się do stacji. Szympans Perykles zostaje wysłany, by zbadać tajemnicze zjawisko. Małpa jednak nie wraca, więc kapitan Leo Davidson (Mark Wahlberg) postanawia wyruszyć, aby go odnaleźć. Awaria zmusza go do zmiany kursu, statek kosmiczny kapitana Davidsona wpada w tunel czasoprzestrzenny i rozbija się na planecie rządzonej przez małpy, które wytworzyły cywilizację, a ludzie są traktowani jak niewolnicy. Gdy tylko Leo znajduje się na planecie, od razu zostaje złapany i osadzony w więzieniu z innymi ludźmi. Poznaje tam Deanę (Estella Warren) i jej ojca Karubi (Kris Kristofferson), którzy chcą przywrócić człowiekowi jego pozycję. W tym celu muszą dostać się do świątyni małpiego bóstwa Semosa. W ucieczce z więzienia pomaga im Ari (Helena Bonham Carter), szympansica, która uważa, że ludzie i małpy mogą współistnieć w zgodzie. Korzystając z jej pomocy, Leo wraz z garstką współwięźniów ucieka z niewoli, by dołączyć do ludzkich buntowników. Podczas ucieczki ginie Karubi, zabity przez Pułkownika Attara (Michael Clarke Duncan). Uciekinierzy uprowadzają handlarza ludzkich niewolników - Limbo (Paul Giamatti). Za nimi w pościg ruszają Pułkownik Attar i Generał Thade (Tim Roth). Ten drugi dowiaduje się od umierającego ojca, że to ludzie niegdyś rządzili małpami i że dopiero Semos dał małpom władzę.
Tymczasem uciekinierzy wraz z Ari, jej służącym i Limbo docierają do tajemniczych ruin, które są ruinami stacji kosmicznej Oberon, liczące sobie kilka tysięcy lat. Tam Davidson dowiaduje się prawdy: małpy żyjące na planecie to w rzeczywistości potomkowie małp, na których przeprowadzono eksperymenty na Oberon. Małpy z Oberonu zbuntowały się przeciwko ludziom pod wodzą samca o imieniu Semos, wylądowały na planecie i przez następnych kilka tysięcy lat wytworzyły własną kulturę, tępiąc ludzi. Wkrótce uciekinierzy docierają do kryjówki buntowników. Dochodzi do otwartej walki między armią Thade'a i Attara a buntownikami. Bitwa długo nie może znaleźć rozstrzygnięcia (ginie m.in. służący Ari), aż w końcu na planecie ląduje statek kosmiczny z szympansem Peryklesem w środku. Małpy zaczynają oddawać mu pokłon, wierząc, że jest Semosem. Jedynie Thade domyśla się, że tak nie jest i rzuca się na Davidsona, temu udaje się go jednak pokonać. Davidsonowi udaje się przekonać małpy i ludzi, aby odtąd żyły w zgodzie, następnie wsiada do statku kosmicznego, by wpaść do burzy energetycznej i wraca do swoich czasów. Wraca na Ziemię i odkrywa, że jest rządzona przez małpy.

## Obsada
- Mark Wahlberg – kapitan Leo Davidson
- Tim Roth – Generał Thade
- Helena Bonham Carter – Ari
- Michael Clarke Duncan – pułkownik Attar
- Paul Giamatti – Limbo
- Estella Warren – Daena
- Cary-Hiroyuki Tagawa – Krull
- David Warner – senator Sandar
- Kris Kristofferson – Karubi
- Erick Avari – Tival
- Luke Eberl – Birn
- Evan Dexter Parke – Gunnar
- Glenn Shadix – senator Nado
- Freda Foh Shen – Bon
- Chris Ellis – generał broni Karl Vasich
- Chad Bannon – małpi żołnierz/łowca ludzi
- Joanna Krupa – przyjaciółka na przyjęciu Leo
- Anne Ramsay – pułkownik Grace Alexander
- Andrea Grano – major Maria Coope
- Evan Parke – Gunnar

i inni.
W epizodycznych rolach wystąpili odtwórcy głównych ról w filmie z 1968 r.: Charlton Heston i Linda Harrison.